# Mancha Solar (personagem)
Mancha Solar (Sunspot, em inglês) é o alter-ego de Roberto Da Costa, personagem de história em quadrinhos da editora Marvel Comics que faz parte do Universo Marvel. Foi criado em 1982 por Chris Claremont e Bob Mcleod, surgindo na revista Marvel Graphic Novel 4: New Mutants e foi o primeiro personagem brasileiro da Marvel Comics.  Originalmente seu sobrenome era grafado como "DaCosta", mais comum em países hispânicos. Fez parte das equipes Novos Mutantes e X-Force. 
Atualmente o personagem faz parte da nova formação dos Vingadores.

## História
Roberto Da Costa nasceu no Brasil, e manifestou suas habilidades mutantes pela primeira vez num jogo de futebol. Roberto é um jogador de futebol de nível amador, e chegou a ser cotado para jogar nas Olimpíadas. Seus poderes se manifestaram pela primeira vez em uma briga durante uma partida de futebol, quando sofre racismo por parte de um jogador adversário. Rapidamente as notícias de sua natureza mutante se espalharam, chamando a atenção de Donald Pierce, membro do Clube do Inferno, grupo criminoso que costumeiramente usa mutantes como seus agentes. Pierce enviou mercenários para sequestrar a namorada de Roberto, Juliana Sandoval, e usa-la como isca para atrai-lo para uma emboscada, mas Roberto foi salvo pelas jovens mutantes Karma e Miragem. Infelizmente, Juliana morreu durante esse confronto tentando proteger o namorado de um disparo. 
Mancha Solar, juntamente com Miragem e Karma, perseguiu Donald Pierce em busca de vingança. Mais tarde se juntaram a eles Lupina e Míssil. Depois que Pierce fugiu, o professor Charles Xavier se ofereceu para treinar os cinco jovens mutantes, formando assim a primeira equipe dos Novos Mutantes.
Ao longo de sua trajetória, Mancha Solar sofreu diversas modificações, desde mudanças de poderes até de personalidade. O roteirista Rob Liefeld, por exemplo, transformou Mancha Solar num vilão de nome Cólera, líder da Frente de Libertação Mutante (algum tempo depois, foi explicado que Cólera se tratava de um clone de Roberto).
Mancha também sofreu mudanças em seus poderes, como o poder de disparar rajadas plasma e voar depois de ter sua capacidade de absorção sobrecarregada artificialmente pelo vilão Gedeão.
O herói também se uniu ao Clube do Inferno se tornando seu novo líder, substituindo temporariamente, o Rei Negro, Sebastian Shaw, e mostrando uma personalidade mais madura, bastante diferente da original.
Mancha Solar já fez parte dos Vingadores, juntamente com Destrutor e outros mutantes.
Na série U.S.Avengers, lançada em dezembro de 2016 nos EUA, o bilionário e dono da Ideias Mecânicas Avançadas, Roberto da Costa, foi escolhido para ser líder dos Vingadores. Parte da ideia da série, é dar a um sul-americano representatividade no mesmo momento em que um dos candidatos à presidência dos EUA, o republicano Donald Trump, questiona o valor dos imigrantes. A equipe conta, ainda, com a vietnamita Toni Ho Yinsen (Patriota de Ferro), Danielle Cage, a Capitã América do futuro, a Garota Esquilo, Hulk Vermelho, o mutante Míssel e ao robô Pod.
Durante a série Vingadores da América, Mancha Solar releva ter alterado seu codinome para Cidadão V. 

## Poderes e habilidades
Ele é um mutante nível Ômega, que originalmente tinha o poder de absorver e converter energia solar em força e resistência sobre humana. Atualmente, após mudanças sofridas ao longo do tempo, é capaz de voar e emitir rajadas de plasma super aquecido. Quando ativa seus poderes, seu corpo se envolve em chamas "negras" e seus olhos se tornam flamejantes. Sua força aumenta a medida que absorve mais energia solar, o que também aumenta seu poder de projetar calor e luz, e o torna invulnerável.
- Absorção de energia solar: absorver a energia solar é pode utilizá-la para aumentar a energia e a força física, velocidade, resistência e etc...

## Em outras mídias

### Televisão
- Em X-Men: Evolution, Roberto é um X-Men recruta junto a Jubileu, Lupina e outros. Ele possui habilidade de Absorver a energia solar e transforma-la em super força, resistência, agilidade etc. Mancha Solar só absorve a energia solar quando o céu está ensolarado e Não pode voar e emitir rajadas plásmicas.
- Em X-Men: 97, Roberto é recrutado pelos X-Men no primeiro episódio, ele conhece a Jubileu e cria uma forta conexão com ela. [4]

### Cinema
- Mancha Solar apareceu em X-Men: Dias de um Futuro Esquecido, interpretado por Adan Canto, ele é um dos X-Men sobrevivente diante do futuro catastrófico causado pelos Robôs Sentinelas. Mancha Solar pode voar, disparar rajadas solares plásmicas, além dos atributos físicos sobre-humanos.[5]

- Mancha Solar foi confirmado no filme Novos Mutantes, como um membro da equipe, e será interpretado por Henry Zaga.[6]

### Jogos
- Mancha Solar é um personagem jogável em Marvel: Contest of Champions [7]
- Mancha Solar é uma das cartas do game Marvel: Snap [8]
- Mancha Solar é um personagem jogável em Marvel: Strike Force [9]

## Incongruências
É comum que personagens estrangeiros sofram várias inconsistências devido a falta de interesse dos roteiristas (em sua maioria norte-americanos) em buscar informações exatas sobre o país e costumes de onde o personagem supostamente se origina, como é o caso de Mancha Solar, muitas vezes descrito como um personagem hispânico.
- Roberto já apareceu diversas vezes falando em espanhol no lugar do português, ou se referindo a locais e costumes tipicamente hispânicos.

- Embora o personagem tenha nascido no Brasil (alguns roteiristas dizem que ele é carioca enquanto outros afirmam que ele nasceu em São Paulo e recentemente surgiu hipoteses dele ter sido criado na Amazônia), é comum notar graves erros geográficos, onde misturam nomes e lugares tipicamente hispânicos, como a Escola Villár, onde Roberto estudou, e os nomes das supostas equipas de futebol locais como o The Strongest da Bolívia e o Pumas do México, como sendo times brasileiros.